# Каульжур
Каульжу́р (устар. Каульджу́р, каз. Қауылжыр) — река в Шалкарском районе Актюбинской области Казахстана.
Каульжур берёт начало в Мугоджарских горах, на юго-восточном скате горы Айрюка, течёт к юго-востоку на 142 км и теряется в озёрах Ходжа и Шалкар (Челкар).
Самые крупные притоки: Алабассай, Карабулаксай, Сарысай, Куганжар. Река в основном подпитывается талыми водами, иногда подземными источниками. В летнее время в некоторых местах русло реки образует плёсы. Площадь бассейна реки составляет 1810 км².
По словам активистов движения «Невада — Семипалатинск», из-за разработки щебня были перекрыты источники в Мугоджарах, которые подпитывали Каульжур, что в конечном счёте привело к обмелению и заболачиванию озера Шалкар. В планах по урегулированию данной проблемы значится исследование истоков реки Каульжур.
Весной 2013 года были сведения о том, что из-за подъёма уровня реки аулу Кайдауыл грозит опасность затопления.